# Concepto de taxón
En taxonomía, el concepto de taxón o concepto taxonómico refiere al concepto que justifica la aglomeración de los organismos en taxones, es el concepto que relaciona los organismos del taxón más entre sí que con los demás organismos, su "delimitación conceptual", que es diferente de su delimitación o circunscripción en una clasificación.
No es sinónimo que la definición de "taxón". La definición de taxón se obtiene una vez decidida la taxonomía de la que este derive, en la taxonomía linneana, por ejemplo, que es la que utilizan los Códigos Internacionales de Nomenclatura que rigen los nombres científicos formales, un taxón se define por su (1) circunscripción, (2) posición taxonómica y (3) rango.
Las tres "filosofías taxonómicas" que formaron las tres escuelas de la sistemática utilizan 3 conceptos de taxón diferentes. Esto es en rangos supraespecíficos. La categoría especie se caracteriza por sus numerosos conceptos taxonómicos, "casi tantos como especialistas dispuestos a discutirlos".